# Šentjur
Šentjur (in tedesco Sankt Georgen bei Cilli; fino al 1952 Sveti Jurij pri Celju) è un comune di 18 960 abitanti della Slovenia orientale. È una cittadina posta sulle prime colline a nord della valle del fiume Voglajna, uno dei tre fiumi della città di Celje. Abitato fin dall'epoca romana, l'abitato si suddivide in due agglomerati: il più antico attorno a Zgornji trg (lett. mercato settentrionale) a nord, e l'altro a Spodnji trg, un tempo chiamato Dolenja Vas. Il primo ha mantenuto la struttura urbana medievale. Il centro conserva la bella chiesa di San Giorgio del 1708 - 1721.